# 氷川神社 (志木市上宗岡)
氷川神社（ひかわじんじゃ）は、埼玉県志木市の神社。宿氷川神社、上ノ氷川神社とも称される。

## 歴史
1078年（承暦2年）に創建された。別当寺である千光寺を中興した善海が、武蔵国一宮の氷川神社から分霊を勧請したという。
1351年（観応2年）、宗岡村が上下に分村し、新たに下ノ氷川神社を創建した際に、元は当社と同じ起源をもつ証として、二つの臼に年号を刻み、両社の本殿の下に埋めたという。当社の臼は現在は掘り出されて内陣に安置されている。
明治初期、近代社格制度に基づく「村社」に列せられた。

## 交通アクセス
- 路線バス宿停留所より徒歩9分。